# Alena Hoblová
Alena Hoblová (* 25. ledna 1940, Holešovice, Praha) je česká akademická malířka, kostýmní a scénická výtvarnice.

## Život
Vyučila se v oboru aranžér – dekoratér. V tomto oboru pracovala 7 roků. V letech 1963 – 1967 studovala a absolvovala na DAMU v atelieru prof. arch. Františka Tröstera. Brzy po studiu se dlouhodobě věnovala českému, moravskému a slovenskému folklóru, který je trvalou inspirací v její tvorbě. Vytváří díla pro Národní divadla v Praze, Brně, Ostravě, pro lidové soubory profesionální i amatérské, spolupracuje léta s dětskými a vysokoškolskými uměleckými sbory. Vystavovala na světových výstavách PQ v Praze v rozmezí let 1971 – 1991. Byla zastoupena na scénografických výstavách v Holandsku, Norsku, Švédsku, v Itálii, Mexiku, Indii a v Anglii. Měla samostatné výstavy v Praze (1984), v Čelákovicích (1989), v Uhříněvsi (2009). Velkou část jejích prací vlastní divadelní oddělení Národního muzea v Praze, Muzeum hudby v Litomyšli, Muzeum B. Martinů v Poličce. Mimo divadlo se realizuje v oborech Užitá grafika, Knižní ilustrace, Plakátová tvorba, Volná malba a Výstavnictví. V posledních letech zveřejňuje své autorské texty v časopisech, vystupuje v Českém rozhlase v pořadech vypovídajících o jejím životě uměleckém i přátelství s velkými osobnostmi naší kultury. Má svobodné povolání, žije v Praze.

## Scénická díla
- V. Trojan – ZLATÁ BRÁNA (1974)
- A. Dvořák – SLOVANSKÉ TANCE (1972, 1976, 1994)
- L. Janáček – LAŠSKÉ TANCE (1983)
- B. Martinů – ŠPALÍČEK (1996)
- J. Krček – ČESKÝ BETLÉM (1989).

## Významné inscenace
- J. Pauer – ZDRAVÝ NEMOCNÝ (1970)
- F. Škvor – DOKTOR FAUST (1968)
- V. Trojan – SEN NOCI SVATOJÁNSKÉ (1984, 1985, 1988)